# Paul Matschie
Georg Friedrich Paul Matschie, född 11 augusti 1861 i Brandenburg an der Havel, död 8 mars 1926 i Berlin, var en tysk zoolog. Mellan 1890 och 1926 var han ledare för däggdjursavdelningen av Berlins zoologiska museum (idag Naturkundemuseum). 1895 gifte han sig med konstnären Anna Held som utförde illustrationer till hans publikationer. Anna dog redan tre år efter vigseln. Matschie gifte sig 1906 en andra gång med Franziska Schwarz.

## Biografi
Matschie besökte gymnasiet i hemstaden och studerade matematik samt naturvetenskap vid universiteten i Halle an der Saale och Berlin. Han avbröt sitt studium för arbetets skull och fick aldrig någon examen. Matschies första anställning var 1884 som privatlärare och ett år senare började han hos Linnea, ett naturvetenskapligt sällskap i Berlin. Från 1886 till sin död var han sysselsatt hos Berlins zoologiska museum.
Matschie hjälpte i början Jean Louis Cabanis i fågelavdelningen men blev senare ansvarig för föremålens flytt från universitetet till nya lokaler. Bredvid uppgraderingen till ledare av däggdjursavdelningen blev han 1895 kurator och 1902 professor. 1901 var han sekretär för den femte internationella kongressen för zoologi i Berlin. I många år var han sekretär för det tyska ornitologiska sällskapet men han författade bara ett fåtal texter om ämnet. Hans största avhandling om fåglar var det motsvarande kapitlet i boken Das Tierreich av Lutz Heck.
Matschie beskrev ett flertal nyupptäckta däggdjur på vetenskaplig sätt, bland annat bergsgorillan (Gorilla beringei beringei) och olika trädkänguruer från Papua Nya Guinea. Själv blev han hedrad med de vetenskapliga namnen för en trädkänguru, Dendrolagus matschiei, samt arten Galago matschiei som tillhör familjen galagoer bland primaterna.

## Verk (urval)
- International Congress of Zoology (5. : 1901 : Berlin) 1902
- Über einige Säugetiere aus Muansa am Victoria-Nyansa. Berlin 1911
- Lutz Heck og Paul Matschie: Das Tierreich. In zwei Bänden 1894, 1897
- Bilder aus dem Tierleben. Ein Sammlung von Schilderungen aus der Tierwelt aller Erdteile. 1895